# Communauté de communes du Pays de Sousceyrac
La communauté de communes du Pays de Sousceyrac est une ancienne communauté de communes française, située dans le département du Lot et la région Midi-Pyrénées.
Elle disparait à la suite de la création de la commune nouvelle de Sousceyrac-en-Quercy au 1er janvier 2016.

## Composition
Cet EPCI regroupait 5 communes :
| Nom                | Code Insee | Gentilé       | Superficie (km2) | Population (dernière pop. légale) | Densité (hab./km2) |
| ------------------ | ---------- | ------------- | ---------------- | --------------------------------- | ------------------ |
| Sousceyrac (siège) | 46311      | Sousceyracois | 57,64            | 878 (2013)                        | 15                 |
| Calviac            | 46048      | Calviacois    | 26,49            | 145 (2013)                        | 5,5                |
| Comiac             | 46071      | Comiacois     | 29,27            | 222 (2013)                        | 7,6                |
| Lacam-d'Ourcet     | 46141      | Lacamois      | 14,08            | 112 (2013)                        | 8                  |
| Lamativie          | 46150      | Mativiens     | 12,82            | 58 (2013)                         | 4,5                |

## Administration

### Conseil communautaire
Le conseil communautaire était composé de 25 délégués issus de chacune des communes membres.

### Présidence
La communauté de communes est présidée par Francis Laborie.
| Période                                  | Période | Identité        | Étiquette | Qualité |
| ---------------------------------------- | ------- | --------------- | --------- | ------- |
|                                          | 2015    | Francis Laborie |           |         |
| Les données manquantes sont à compléter. |         |                 |           |         |